# Eskualdeko Hiri Garraioa
L'Eskualdeko Hiri Garraioa (traduït en català com Transport Urbà Comarcal i en castellà com Transporte Urbano Comarcal; abreujat en EHG) és la xarxa d'autobusos que dona servei a unes 350 000 persones cada dia de la comarca de Iruñerria, a Navarra, una de les set províncies del País Basc.
EHG és l'únic servei de transport urbà que opera en Iruñerria, dirigit i coordinat per Iruñerriko Mankomunitatea i operat per Transports Ciutat Comtal. No obstant això, existeix un servei de transport interurbà, Nbus, del qual és propietari el Govern de Navarra i és operat per diversos operadors que uneix Iruña amb la resta de la Comunitat Foral de Navarra que també té parades a la ciutat.
El Eskualdeko Hiri Garraioa és, juntament amb Bilbobus, la millor xarxa de transport de la península Ibèrica quant a puntualitat, fiabilitat de la informació i nivell d'ocupació dels vehicles. A més, la xarxa ha estat puntuada amb un 7,8 sobre 10 en satisfacció dels usuaris. També posseeix la major línia d'autobús elèctric de la península ibèrica, la línia 9.
Els autobusos són blancs, grocs i verds, que són els colors de Iruñerriko Mankomunitatea. El nom que reben popularment és el de "billabesak" o "villavesas", a vegades també "atarrabiarrak", que prové de La Villavesa SA, la primera societat destinada al transport de passatgers interurbà que tenia la seva seu social en Atarrabia, sorgida a la fi dels anys vint per a finalment dissoldre's en 1969. Aquest nom fa que a persones que provinguin de fora de la Comunitat Foral de Navarra els resulti difícil entendre a què es refereixen els habitants.

## Presentació
La xarxa del Eskualdeko Hiri Garraioa està formada per 38 línies operatives (24 diürnes, 10 nocturnes i 4 especials) que s'escampen en un total de 531,6 km situats en una àrea de 314,04 km² i un total de 16 municipis de Iruñerria. En total, donen servei a 547 parades, de les quals 400 són marquesines i 103 posseeixen pantalles d'informació a temps real.
En comparació amb les xarxes d'altres ciutats semblants en la península Ibèrica, en general posseeix un nombre més gran de línies que la resta de ciutats de la seva mateixa talla i, a més, posseeix freqüències molt més elevades, com, per exemple, Albacete (173 000 habitants, 8 línies: Autobusos Urbans d'Albacete), Burgos (175 000 habitants, 32 línies: Autobusos Urbans de Burgos) o Almeria (198 000 habitants, 16 línies: SURBUS). No obstant això, quant a tipus de transport públic, es queda per darrere de ciutats com Donostia (187 000 habitants, 2 línies: Metro Donostialdea i 1 línia: Donostiako Aldiriak), Santa Cruz de Tenerife (207 000 habitants, 2 línies: Tramvia de Tenerife), Uviéu (219 000 habitants, 9 línies: Metrotrén Astúries) o Granada (230 000 habitants, 1 línia: Metro de Granada).
Quant a la resta de ciutats europees de la mateixa talla, queda llargament sobrepassada per ciutats com Charleroi (201 000 habitants, 4 línies: Metro de Charleroi), Ginebra (201 000 habitants, 5 línies: Tramvia de Ginebra i 6 línies: Troleibús de Ginebra) o Kassel (197 000 habitants, 8 línies: Tramvia de Kassel i 3 línies: RegioTram Kassel).